# Джек Осборн
Джек Джозеф Осборн (англ. Jack Joseph Osbourne; нар. 8 листопада 1985, Лондон) — британська й американська телевізійна особа, син хеві-метал співака Оззі Осборна та Шерон Осборн. Разом зі своїм батьком, матір'ю та сестрою Келлі знявся у реаліті-шоу MTV «Сімейка Осборнів» (2002—2005). Вів шоу про підтримку фізичної форми та подорожі, як-от «Jack Osbourne: Adrenaline Junkie» (2005—2009) та «Врятувати планету Земля» на BBC (2007). 2016 року разом зі своїм батьком подорожував світом як учасники реаліті-шоу каналу History «Ozzy&Jack's World Detour».

## Ранні роки
Народився 8 листопада 1985 року в Лондоні в сім'ї хеві-метал співака гурту «Black Sabbath» Оззі Осборна і його дружини та менеджерки Шерон (до шлюбу Леві). За словами Джека Осборна, його дитинство було «абсолютно щасливим і радісним». Перші шість років свого життя Джек прожив у Чилтернзьких пагорбах у Бакінгемширі, потім сім'я переїхала до Лос-Анджелеса, але за рік повернулася до Бакінгемширу. Коли Осборну виповнилося 11 років, родина знову переїхала до Беверлі-Гіллз, Південної Каліфорнії. Попри численні переїзди в юному віці, Осборну це не здавалося руйнівним.
Одним із аспектів його життя, на який впливали постійні переїзди, була школа, і Осборн закинув її. До того ж у 8 років йому діагностували дислексію, а у 10 років — РДУГ. У той час він навчався у християнській школі в Лос-Анджелесі. На один рік він повернувся до Англії, а потім до Лос-Анджелеса. Якийсь час працював в A&R для Epic Records, де і його батько. Він також допомагав мамі в управлінні щорічним гастрольним фестивалем батька «Ozzfest», консультуючи її щодо перспективних гуртів.
На свій 13-й день народження Осборн вперше напився віскі; до 14 років він регулярно вживав алкоголь і курив марихуану, влаштовував багато вечірок. Його ушпиталили до дитячої психіатричної лікарні через залежність від оксиконтину. Після діагностування у мами раку залежність від наркотиків посилилась; водночас він боровся зі своєю депресією. Його саморуйнівна поведінка призвела до спроби самогубства, прийнявши коктейль з рецептурних ліків і порізавши руки осколками скла, коли на його телефонний дзвінок дівчини відповів її колишній хлопець. Він прокинувся через 12 годин. Осборн продовжував вживати наркотики, доки не зрозумів, що «більше не хоче відчувати себе так». Він провів 10 днів детоксикації у підлітковій психіатричній лікарні і записався на програму одужання до реабілітаційного центру для підлітків у Малібу.

## Кар'єра

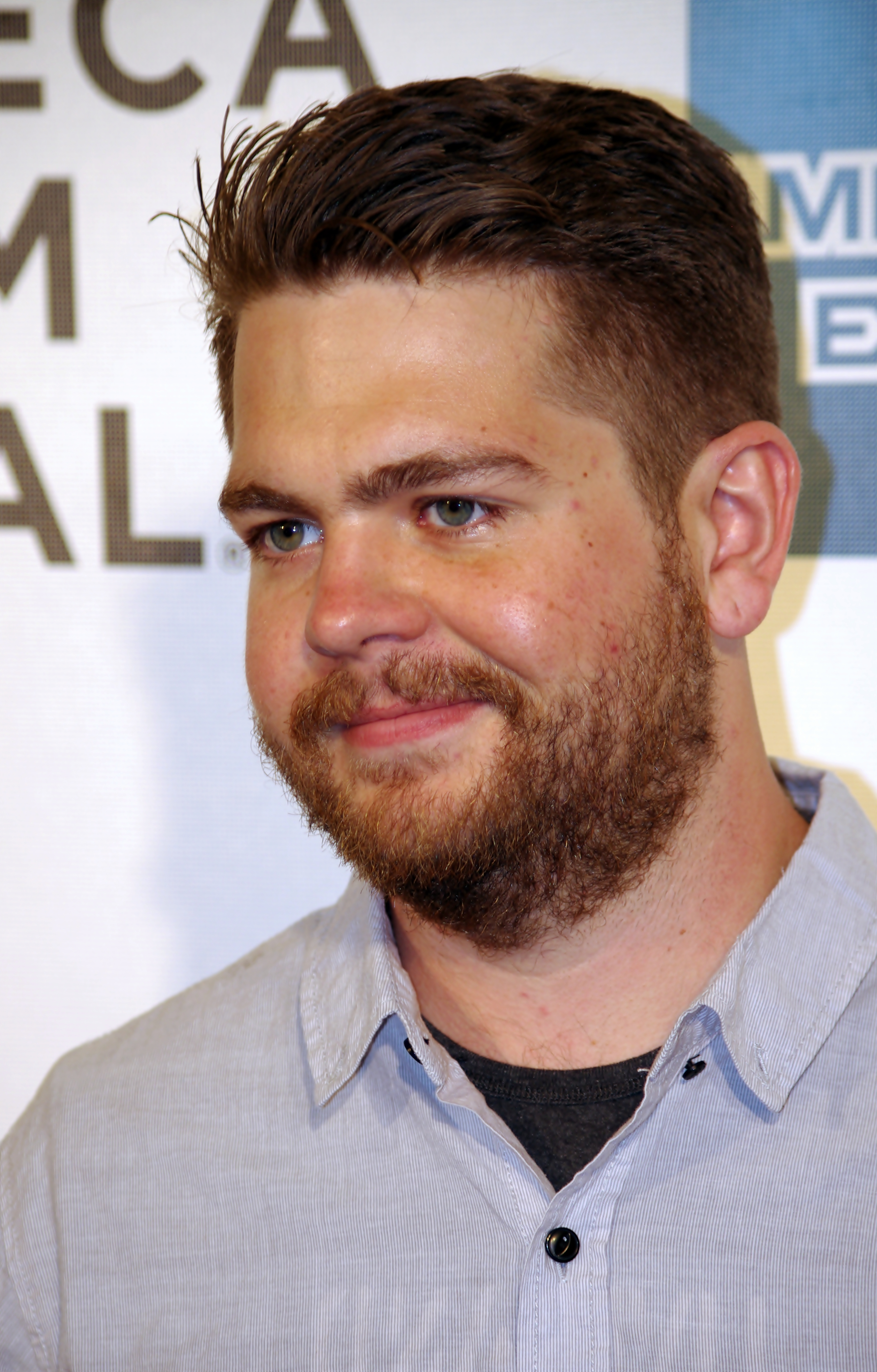
Осборн, 2011 рік

Здобув широку популярність у 2002 році після появи в реаліті-шоу про свою сім'ю «Сімейка Осборнів», яке транслювалося на MTV й отримало премію «Еммі» 2002 року. У серіалі Осборн здебільшого поводився як бунтівний підліток, який любив вечірки та битися зі своєю сестрою Келлі. Пісня гурту «Tenacious D» рекламувала «Сімейку Осборнів». 2002 року разом зі своєю сім'єю з'явився у фільмі «Остін Паверс: Золотий орган», а разом з сестрою Келлі зіграв головну роль у рекламі Pepsi Twist на Супербоулі XXXVI. У 2002—2003 роках знімався у ролі друга дитинства Одрі в 6 сезоні серіалу «Затока Доусона». Знімався в епізодичних ролях у «The X Factor» (як «гот-репер», який співає «Ice Ice Baby»), у п'ятому сезоні «Шоу 70-х» як клієнт DMV та як гість у восьмому сезоні «Пекельної кухні». Після реабілітації 2003 року знявся у власному шоу на Channel 4 «Union Jack». 2004 року зіграв невелику роль музичного промоутера Джастіна у фільмі «Миттєвості Нью-Йорка» за участю сестер Олсен.
2005 року почав виявляти більше інтересу до фізичної форми, став співведучим шоу ITV2 «Celebrity Wrestling: Bring It On!». У лютому того ж року з'явився в програмі «Extreme Celebrity Detox», на якій брав участь у заняттях з тайцзіцюаня та скелелазіння. Пізніше з'явився у власній програмі «Jack Osbourne: Adrenaline Junkie», створеній тією ж продюсерською компанією (Ginger Productions, що й «Extreme Celebrity Detox». Осборн схуд на 23 кг у Таїланді в таборі бойових мистецтв муай тай у Паттаї, це допомогло йому зійти на Ель-Капітан під час першого сезону «Jack Osbourne: Adrenaline Junkie». «Adrenaline Junkie» зосереджується на тренуваннях Осборна для різних видів спорту, як-от скелелазіння, альпінізм і похід джунглями. 2005 року знявся у двох напівоголених фотосесіях для журналу «Cosmopolitan» заради підвищення обізнаності про рак яєчок. Після першого сезону «Adrenaline Junkie» він почав замінювати Стівена Малгерна в суботньому ранковому дитячому шоу на каналі CITV «Holly&Stephen's Saturday Showdown». Осборн взяв участь у благодійному заході Sport Relief та зустрівся з колишнім вокалістом гурту «S Club 7» Бредлі Макінтошем у боксерському поєдинку з трьох раундів по одній хвилині. Осборн переміг одноголосним рішенням суддів.
Осборн стверджував, що розглядав кар'єру в правоохоронних органах й у січні 2007 року брав участь у реаліті-шоу «Armed&Famous» від CBS. Жінка з Мансі, в будинку якої випадково провели обшук під час знімання подала на Осборна до суду. Осборн знімав програму в Намібії для серіалу BBC «Врятувати планету Земля». Брав участь у Монгольському ралі разом з Амарілліс Найт, дочкою директора News Corporation Ендрю Найта. Осборн знову знявся з сім'єю на реаліті-шоу «Осборни: Перезавантаження», перший випуск якого транслювався 31 березня 2009 року. Шоу скасували після першого епізоду.
Осборн зняв і продюсував документальний фільм про свого батька «God Bless Ozzy Osbourne». Прем'єра відбулася у квітні 2011 року на кінофестивалі Трайбека, у листопаді 2011 року стрічка вийшла на DVD. На початку серпня 2010 року зняв свій перший музичний кліп на пісню свого батька «Life Won't Wait» з альбому «Scream». Прем'єра відбулася 23 серпня. Осборн працював у Fuse News з лютого 2013 року до початку 2014 року. Знімався у шоу про паранормальні явища «Haunted Highway», яке транслювалося на Syfy протягом двох сезонів по шість епізодів, влітку 2012 та 2013 років.
У 2016—2018 роках знімався зі своїм батьком в американському серіалі про подорожі «Ozzy &amp; Jack's World Detour» каналу History. Ведучий трьох телешоу разом зі своїми батьками про паранормальні явища на каналі Travel Channel: «Jack Osbourne's Night of Terror», «Portals To Hell» й «The Osbournes Want To Believe».

## Особисте життя
24 квітня 2012 року у Осборна та його тодішньої дівчини, акторки Лізи Стеллі, народилася перша дитина, донька. 7 жовтня 2012 року пара одружилася на Гаваях. 6 вересня 2013 року дружина Осборна Ліза повідомила, що у неї стався викидень у другому триместрі вагітності; вони чекали сина. Наступна дитина, донька, народилася 13 червня 2015 року. 4 лютого 2018 року у них народилася третя донька. Пара оголосила про своє розлучення 18 травня 2018 року. Їхній шлюборозлучний процес закінчився 5 березня 2019 року.
У грудні 2021 року заручився з модельєркою Арі Ґіргарт. 9 липня 2022 року у них народилася перша дитина, донька.
У вересні 2023 року пара таємно одружилася на ранчо Сан-Ісідро в Каліфорнії.
У червні 2012 року Осборн оголосив, що йому діагностували рецидивно-ремітуючий розсіяний склероз. Протягом кількох років він відчував сліпоту на одне око, оніміння обох ніг, а також мав проблеми з сечовим міхуром, кишківником і шлунком. Осборн щодня приймає копаксон, вживає вітамінні добавки та замісну гормональну терапію, а також лікувався стовбуровими клітинами в Європі. Він змінив спосіб життя, як-от мінімізував стрес, регулярні заняття фізичними вправами та значно змінив свій раціон. Він розповідав про своє занепокоєння щодо швидкого погіршення свого стану та зізнався, що лікарі наполягали, щоб він припинив займатися високоінтенсивними фізичними тренуваннями: «Чи буду я зараз на інвалідному візку? Ні. Але якщо я не буду піклуватися про себе, хто знає?». Під час участі в «Танцях з зірками» у жовтні 2013 року Осборн сказав, що не відчуває «жодних серйозних симптомів, окрім легкого поколювання в нозі та періодичного нападу втоми».